# Hidrokénessav
A hidrokénessav, hipokénessav vagy szulfoxilsav (H2SO2) akkor keletkezik, ha kénessav oldatában egy negatív standardpotenciálú fémet feloldunk. A fém hidrogéngázt fejleszt a kénessavból, majd a hidrogént a kénessav feleslege vízzé oxidálja, miközben +4-es oxidációs számú kénatomja +2-es oxidációs számúvá redukálódik.
Zn + H2SO3 → ZnSO3 + H2
H2SO3 + H2 → H2SO2 + H2O
Bomlékony, csak híg vizes oldatban létező sav. Nincs gyakorlati jelentősége, sói a szulfoxilátok (vagy régebbi nevükön hiposzulfitok), ezeket felhasználják.

## Külső hivatkozás
- A Pallas nagy lexikona a hidrokénessavról